# Kernkraftwerk Zhangzhou
Das Kernkraftwerk Zhangzhou ist ein in Bau befindliches Kernkraftwerk im Kreis Yunxiao, bezirksfreie Stadt Zhangzhou, Provinz Fujian, Volksrepublik China, das am westlichen Ufer der Bucht von Dongshan liegt. Derzeit (Stand Oktober 2024) sind vier Reaktorblöcke mit einer geplanten installierten Leistung von insgesamt 4800 MW in Bau.
Das Kraftwerk soll in drei Bauphasen mit je zwei Reaktorblöcken errichtet werden, insgesamt also aus sechs Reaktoren bestehen.

## Geschichte
Im Mai 2014 gab die Lokalregierung ihre Zustimmung zu Phase 1 des Kraftwerksprojekts; zu diesem Zeitpunkt waren zwei Druckwasserreaktoren des Typs AP-1000 geplant. Die National Nuclear Safety Administration gab ihre Zustimmung zur Errichtung der beiden Blöcke im Dezember 2015 und bestätigte die Auswahl des Standorts für das Kraftwerk im Oktober 2016. Das Ministerium für Ökologie und Umweltschutz der Volksrepublik China erteilte am 9. Oktober 2019 die Baugenehmigungen für die Blöcke 1 und 2. Mit dem Bau von Block 1 wurde am 16. Oktober 2019 begonnen.

## Phase 1
Phase 1 umfasst die Errichtung von zwei Druckwasserreaktoren (DWR) des Typs Hualong One mit einer Netto- bzw. Bruttoleistung von je 1126 bzw. 1212, die thermische Leistung liegt bei je 3180 MWt. Diese sind für eine Betriebsdauer von 60 Jahren ausgelegt. Die Gesamtkosten für die Phase 1 wurden 2014 mit 54,4 Mrd. CNY veranschlagt; im Jahr 2020 wurden sie auf 45 Mrd. CNY geschätzt. Die Blöcke 1 und 2 sollten 2024 bzw. 2025 in Betrieb gehen.

### Block 1
Mit dem Bau von Block 1 wurde am 16. Oktober 2019 begonnen. Der Reaktordruckbehälter (RDB) wurde von China First Heavy Industries (CFHI) geliefert; er wurde im Oktober 2021 installiert. Am 28. November 2024 erfolgte der Anschluss an das Stromnetz. Der Reaktor habe am Donnerstag um 7:46 Uhr mit der Stromeinspeisung ins Netz begonnen, teilte der Betreiber China National Nuclear Corporation mit.

### Block 2
Mit dem Bau von Block 2 wurde am 4. September 2020 begonnen. Der RDB wurde von CFHI geliefert und am 9. August 2022 installiert; er wiegt 316 t (ohne Deckel).

## Phase 2
Phase 2 umfasst die Errichtung von zwei Reaktorblöcken mit jeweils einem Druckwasserreaktor des Typs Hualong One. Am 14. September 2022 gab der Staatsrat der Volksrepublik China seine Zustimmung zum Bau der beiden Blöcke.

### Block 3
Mit dem Bau von Block 3 wurde am 22. Februar 2024 begonnen.

### Block 4
Mit dem Bau von Block 4 wurde am 27. September 2024 begonnen.

## Eigentümer
Laut IAEA wird das Kraftwerksprojekt durch die CNNP Guodian Zhangzhou Energy Co.,Ltd durchgeführt, laut World Nuclear Association (WNA), World Nuclear News und www.neimagazine.com durch die CNNC Guodian Zhangzhou Energy Co. Ltd. Die National Nuclear Safety Administration und www.nsenergybusiness.com geben als Eigentümer und Betreiber die China Nuclear Power Zhangzhou Energy Co., Ltd. an.
Laut WNA sind an der CNNC Guodian Zhangzhou Energy Co. Ltd die China Nuclear Power International Inc mit 51 % und die China Guodian Corporation (CGC) mit 49 % beteiligt. Laut World Nuclear News und www.neimagazine.com sind an der CNNC Guodian Zhangzhou Energy Co. Ltd die China National Nuclear Corporation (CNNC) mit 51 % und die CGC mit 49 % beteiligt.

## Daten der Reaktorblöcke
Das Kernkraftwerk Zhangzhou hat drei Blöcke in Bau (Quelle: IAEA, Stand: September 2022):
| Block | Reaktortyp | Modell  | Status | Netto- leistung in MWe | Brutto- leistung in MWe | Therm. Leistung in MWt | Baubeginn  | Erste Kritikalität | Erste Netzsyn- chronisation | Kommer- zieller Betrieb | Abschal- tung | Einspeisung in TWh |
| ----- | ---------- | ------- | ------ | ---------------------- | ----------------------- | ---------------------- | ---------- | ------------------ | --------------------------- | ----------------------- | ------------- | ------------------ |
| 1     | PWR        | HPR1000 | In Bau | 1126                   | 1212                    | 3180                   | 16.10.2019 | 07.11.2024         | 28.11.2024                  | –                       | –             | –                  |
| 2     | PWR        | HPR1000 | In Bau | 1126                   | 1212                    | 3190                   | 04.09.2020 | –                  | –                           | –                       | –             | –                  |
| 3     | PWR        | HPR1000 | In Bau | 1126                   | 1212                    | 3190                   | 22.02.2024 | –                  | –                           | –                       | –             | –                  |
| 4     | PWR        | HPR1000 | In Bau | 1126                   | 1212                    | 3190                   | 27.09.2024 | –                  | –                           | –                       | –             | –                  |